# MS4A15
MS4A15 (англ. Membrane spanning 4-domains A15) — білок, який кодується однойменним геном, розташованим у людей на 11-й хромосомі. Довжина поліпептидного ланцюга білка становить 240 амінокислот, а молекулярна маса — 25 050.
| 10         |  | 20         |  | 30         |  | 40         |  | 50         |
| ---------- |  | ---------- |  | ---------- |  | ---------- |  | ---------- |
| MSAAPASNGV |  | FVVIPPNNAS |  | GLCPPPAILP |  | TSMCQPPGIM |  | QFEEPPLGAQ |
| TPRATQPPDL |  | RPVETFLTGE |  | PKVLGTVQIL |  | IGLIHLGFGS |  | VLLMVRRGHV |
| GIFFIEGGVP |  | FWGGACFIIS |  | GSLSVAAEKN |  | HTSCLVRSSL |  | GTNILSVMAA |
| FAGTAILLMD |  | FGVTNRDVDR |  | GYLAVLTIFT |  | VLEFFTAVIA |  | MHFGCQAIHA |
| QASAPVIFLP |  | NAFSADFNIP |  | SPAASAPPAY |  | DNVAYAQGVV |  |            |

A: Аланін

C: Цистеїн

D: Аспарагінова кислота

E: Глутамінова кислота

F: Фенілаланін

G: Гліцин

H: Гістидин

I: Ізолейцин

K: Лізин

L: Лейцин

M: Метіонін

N: Аспарагін

P: Пролін

Q: Глутамін

R: Аргінін

S: Серин

T: Треонін

V: Валін

W: Триптофан

Кодований геном білок за функцією належить до рецепторів. 
Задіяний у такому біологічному процесі, як альтернативний сплайсинг. 
Локалізований у мембрані.